# 25 jaar SML
25 jaar SML is een monument in Wageningen in het district Nickerie in Suriname. Het herinnert aan het 25-jarige jubileum van de Stichting Machinale Landbouw (SML) en werd opgedragen aan de "pioniers van het Wageningen Project".
Het werd op 25 juli 1974 onthuld in het park voor het hotel De Wereld (Plein 1951). Onder de aanwezigen bevonden zich onder meer Emile Ensberg (waarnemend gouverneur van Suriname), Coen Ooft (minister van Binnenlandse Zaken) en de heer Bharos (districtscommissaris). Tijdens de plechtigheid werd ook het park geopend. Op de ceremonie was een groot deel van de bevolking afgekomen.
Het monument gaat over de ontstaansgeschiedenis van SML. De grote holte geeft weer dat de organisatie uit het niets is ontstaan en de twee figuren zijn een uitbeelding van de pioniers die de SML hebben gevormd. Het werd ontworpen door de toen 24-jarige kunstenaar George Barron. Hij maakte ook het standbeeld van Alida dat eveneens in Wageningen staat.
Dit Wageningen Project was een landbouwproject dat direct na de Tweede Wereldoorlog werd opgericht om oud-militairen uit Nederland om te scholen naar rijstboeren in Suriname. De fabriek werd bij de Surinaamse onafhankelijkheid in 1975 voor het symbolische bedrag van 1 gulden verkocht. Vanaf de jaren 1980 ging het bergafwaarts en in de jaren 1990 ging de SML failliet.